# Stenocereus aragonii
Stenocereus aragonii là một loài thực vật có hoa trong họ Cactaceae. Loài này được (F.A.C.Weber) Buxb. miêu tả khoa học đầu tiên năm 1961.

## Hình ảnh

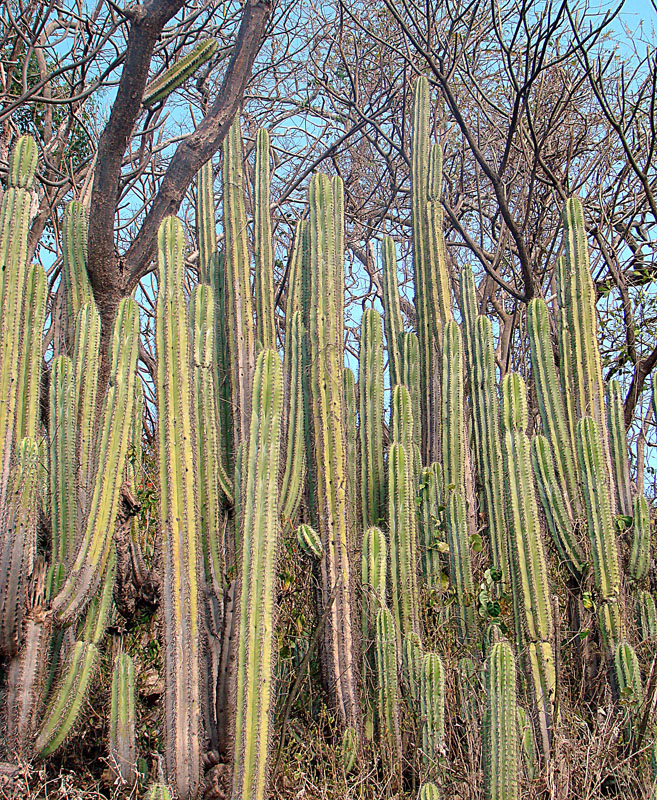